# Fußball-Europameisterschaft der Frauen 2001/Finalrunde
Resultate der Finalrunde bei der Fußball-Europameisterschaft der Frauen 2001:

## Übersicht
|  | Halbfinale  | Halbfinale |             |          | Finale | Finale |
|  |             |            |             |          |        |        |
|  |             |            |             |          |        |        |
|  | Deutschland | 1          |             |          |        |        |
|  | Norwegen    | 0          |             |          |        |        |
|  |             |            | Deutschland | GG1GG    |        |        |
|  |             |            |             | Schweden | 0      |        |
|  | Dänemark    | 0          |             |          |        |        |
|  | Schweden    | 1          |             |          |        |        |
|  |             |            |             |          |        |        |

GG Sieg im Golden Goal

## Halbfinale

### Deutschland – Norwegen 1:0 (0:0)
| Deutschland                                     | Deutschland | Norwegen | Norwegen |
| ----------------------------------------------- | --- | --- | -------- |
| Deutschland                                     | \| 4. Juli 2001 um 15:05 Uhr in Ulm (Donaustadion) \| \| Zuschauer: 13.524 \| \| Schiedsrichterin: Wendy Toms (England) \| | \| 4. Juli 2001 um 15:05 Uhr in Ulm (Donaustadion) \| \| Zuschauer: 13.524 \| \| Schiedsrichterin: Wendy Toms (England) \| | Norwegen |
| Deutschland                                     | Silke Rottenberg – Kerstin Stegemann, Steffi Jones, Doris Fitschen , Sandra Minnert (45. Ariane Hingst) – Pia Wunderlich (57. Claudia Müller), Bettina Wiegmann, Renate Lingor, Birgit Prinz – Maren Meinert, Sandra Smisek (70. Petra Wimbersky) Cheftrainerin: Tina Theune-Meyer | Bente Nordby – Anne Bugge-Paulsen (44. Bente Kvitland), Anne Tønnessen, Gøril Kringen , Brit Sandaune – Dagny Mellgren, Solveig Gulbrandsen (81. Christine Bøe Jensen), Hege Riise, Unni Lehn, Linda Ørmen (68. Margunn Haugenes) – Ragnhild Gulbrandsen Cheftrainer: Åge Steen | Norwegen |
| Deutschland                                     | 1:0 Sandra Smisek (57.) | | Norwegen |
| Deutschland                                     | Anne Bugge-Paulsen | | Norwegen |
| 4. Juli 2001 um 15:05 Uhr in Ulm (Donaustadion) | | |          |
| Zuschauer: 13.524                               | | |          |
| Schiedsrichterin: Wendy Toms (England)          | | |          |

### Dänemark – Schweden 0:1 (0:1)
| Dänemark                                        | Dänemark | Schweden | Schweden |
| ----------------------------------------------- | --- | --- | -------- |
| Dänemark                                        | \| 4. Juli 2001 um 17:30 Uhr in Ulm (Donaustadion) \| \| Zuschauer: 6.000 \| \| Schiedsrichterin: Katriina Elovirta (Finnland) \| | \| 4. Juli 2001 um 17:30 Uhr in Ulm (Donaustadion) \| \| Zuschauer: 6.000 \| \| Schiedsrichterin: Katriina Elovirta (Finnland) \| | Schweden |
| Dänemark                                        | Heidi Johansen – Julie Andersson, Lene Terp , Gitte Andersen – Christina Petersen, Christina Bonde, Katrine Pedersen, Catherine Paaske Sørensen (46. Lise Søndergaard), Lene Jensen (46. Nadia Kjældgaard) – Gitte Krogh, Merete Pedersen (73. Janne Madsen) Cheftrainer: Poul Højmose | Caroline Jönsson – Hanna Marklund, Sara Larsson, Karolina Westberg, Sofia Eriksson (46. Kristin Bengtsson) – Malin Moström , Malin Andersson, Tina Nordlund (78. Victoria Svensson), Linda Fagerström – Therese Lundin (63. Therese Sjögran), Hanna Ljungberg Trainerin: Marika Domanski Lyfors | Schweden |
| Dänemark                                        | 0:1 Tina Nordlund (9.) | | Schweden |
| Dänemark                                        | Katrine Pedersen | | Schweden |
| 4. Juli 2001 um 17:30 Uhr in Ulm (Donaustadion) | | |          |
| Zuschauer: 6.000                                | | |          |
| Schiedsrichterin: Katriina Elovirta (Finnland)  | | |          |

## Finale

### Deutschland – Schweden 1:0 n.GG
| Deutschland                                 | Deutschland | Schweden | Schweden |
| ------------------------------------------- | --- | --- | -------- |
| Deutschland                                 | \| 7. Juli 2001 um in Ulm (Donaustadion) \| \| Zuschauer: 18.000 (ausverkauft) \| \| Schiedsrichterin: Nicole Petignat (Schweiz) \| | \| 7. Juli 2001 um in Ulm (Donaustadion) \| \| Zuschauer: 18.000 (ausverkauft) \| \| Schiedsrichterin: Nicole Petignat (Schweiz) \| | Schweden |
| Deutschland                                 | Silke Rottenberg – Kerstin Stegemann, Steffi Jones, Doris Fitschen , Ariane Hingst – Pia Wunderlich, Bettina Wiegmann, Renate Lingor, Birgit Prinz – Maren Meinert, Sandra Smisek (55. Claudia Müller) Cheftrainerin: Tina Theune-Meyer | Caroline Jönsson – Hanna Marklund, Sara Larsson, Karolina Westberg, Kristin Bengtsson – Malin Moström , Malin Andersson, Tina Nordlund (91. Elin Flyborg), Victoria Svensson – Therese Sjögran (70. Linda Fagerström), Hanna Ljungberg Cheftrainerin: Marika Domanski Lyfors | Schweden |
| Deutschland                                 | 1:0 Claudia Müller (98., Golden Goal) | | Schweden |
| Deutschland                                 | Therese Sjögran, Malin Moström | | Schweden |
| 7. Juli 2001 um in Ulm (Donaustadion)       | | |          |
| Zuschauer: 18.000 (ausverkauft)             | | |          |
| Schiedsrichterin: Nicole Petignat (Schweiz) | | |          |